# Great and Little Wigborough
Great and Little Wigborough is een civil parish in het bestuurlijke gebied Colchester, in het Engelse graafschap Essex. In 2001 telde het dorp 239 inwoners.